# Energie-Zeit-Unschärferelation
Als Energie-Zeit-Unschärferelationen werden Formeln bezeichnet, in denen die Ungenauigkeit einer Bestimmung der Energie mit einem passend definierten Zeitintervall in Beziehung gesetzt wird, das für das jeweils betrachtete System charakteristisch ist oder bei der Energiemessung eine maßgebende Rolle spielt.
Die Bezeichnung deutet auf eine Verwandtschaft mit der allgemeinen Heisenbergschen Unschärferelation zweier komplementärer Observablen hin. Als Spezialfall dieser allgemeinen Unschärferelationen lässt sich die Beziehung von Energie und Zeit jedoch nicht ableiten, da die Zeit in der traditionellen Form der Quantenmechanik nach John von Neumann keine Observable (mit einem zugehörigen Operator) ist, sondern ausschließlich ein reeller Parameter t. „Energie-Zeit-Unschärferelationen“ sind daher immer Ungleichungen (im Einzelfall auch Gleichungen oder Schätzwerte), welche bestimmte charakteristische Zeitintervalle, wie Messwechselwirkungsdauern, Durchgangszeiten, Zerfallszeiten oder statistische Trennzeiten in eine Beziehung zur Energiestreuung (im Einzelfall auch Energieintervalle oder Schätzwerte) setzen und dabei die einfache Form einer Unschärferelation annehmen.
Nur für bestimmte physikalische Fragestellungen lässt sich auf Grundlage eines verallgemeinerten Observablen-Begriffs, wie er in der algebraischen Form der Quantenmechanik gebildet werden kann, die Zeit als Zeit-Operator darstellen. Für diese Fälle gilt die Analogie zur Heisenbergschen Unschärferelation zwischen konjugierten Observablen streng.

## Historische und theoretische Einordnung
Werner Heisenberg fand 1927 eine quantenmechanische Unschärferelation für die gleichzeitigen Werte von Ort und Impuls und eine erste Variante einer solchen Unschärferelation für Energie und Zeit. Er stützte sich dabei auf eine Betrachtung des Stern-Gerlach-Versuchs, wo die Genauigkeit einer Energiemessung und die dazu erforderliche Messzeit mit {\displaystyle \Delta E\Delta t\approx h} eine ähnliche Beziehung erfüllen wie die Genauigkeiten der Messungen von Ort und Impuls am selben Quantensystem.
Wie bei der Ort-Impuls-Unschärferelation fasste Heisenberg seine Energie-Zeit-Unschärferelation nicht als Folge unzulänglicher Messungen auf, sondern als prinzipielle Grenze, der jede genaue Bestimmung einer Energiemenge hinsichtlich der dafür benötigen Zeit unterliegt.
Die Energie-Zeit-Unschärferelationen und ihre korrekte Interpretation waren in der Folgezeit und sind bis heute Gegenstand kontroverser Diskussionen.
Bereits 1928 veröffentlichte Niels Bohr eine eigene Ableitung einer Energie-Zeit-Unschärfe. Er betrachtete die Durchgangsdauer eines Wellenpakets durch ein bestimmtes Raumgebiet und kam dabei zu dem Schluss, dass es eine minimale Durchgangszeit gibt, die von der Breite des Energiebereichs {\displaystyle \Delta E} abhängt, welcher (in Gestalt von Fourier-Komponenten) im jeweiligen Wellenpaket enthalten ist. Diesen Zusammenhang brachte er ebenfalls in die von Heisenberg angegebene Form.
1931 stellten Landau und Peierls ein viel beachtetes Gedankenexperiment zu diesem Thema vor. Sie ließen darin zwei Teilchen kollidieren und betrachten auf der Grundlage der Störungstheorie das eine Teilchen als Objekt der Messung, das andere als Teil des Messgeräts. Die Autoren leiteten wie Heisenberg eine Relation zwischen der Genauigkeit der Energiemessung und der dafür benötigten Zeit ab, wiesen jedoch seine Interpretation zurück. Sie argumentierten, dass die abgeleitete Energie-Zeit-Relation sich nur auf den Unterschied zwischen dem Messergebnis für die Energie und dem Energiezustand des Messobjektes nach (bzw. infolge) der Messung beziehe. Je kürzer die Messung dauere, desto größer werde dieser Unterschied. Man dürfe die Relation nicht so interpretieren, dass die Energie zu einem bestimmten Zeitpunkt grundsätzlich nicht genau bestimmt sein könne, sondern es gehe lediglich um die Reproduzierbarkeit von Energiemessungen infolge der mit der Messung verbundenen Einwirkung.
Wolfgang Pauli zeigte 1933, dass in der 1932 von John v. Neumann formalisierten Quantenmechanik die Bildung eines Zeitoperators unmöglich ist: Wenn der selbstadjungierte Hamilton-Operator {\displaystyle {\hat {H}}} halb-beschränkt ist (d. h. dass es einen Zustand tiefster Energie gibt), existiert kein selbstadjungierter Operator {\displaystyle {\hat {A}}}, der die für komplementäre Observable zwingende Kovarianzeigenschaft {\displaystyle [{\hat {H}},{\hat {A}}]=\mathrm {i} \hbar } erfüllt. Für diese Aussage gibt es auch mehrere neuere Beweise.
Durch dieses Theorem von Pauli wurde zunächst bewiesen, dass es eine strenge Analogie zwischen einer Energie-Zeit-Unschärfe und den Unschärferelationen, wie sie zwischen nicht-kommutierenden Observablen bestehen, in der bis dahin formulierten Theorie nicht geben kann.

## Herleitungen
Eine gemeinsame, allgemeine Herleitung der Energie-Zeit-Unschärfe-Relationen bietet sich wegen der verschiedenen physikalischen Zusammenhänge, in denen jeweils ein charakteristisches Zeitintervall definiert werden kann, nicht an.
Aharonov und David Bohm kritisierten 1961 die vorliegenden Ableitungen und Interpretationen und wiesen deutlich auf deren Mängel hin. Nach Aharonov und Bohm sind diese Herleitungen stets auf geeignet gewählte Beispiele bezogen und werden dann ohne überzeugende Begründung verallgemeinert. Im Sinne eines Gegenarguments legten die Autoren das theoretische Modell für eine Energiemessung vor, bei dem sowohl die Reproduzierbarkeit der Energiemessung gegeben ist (gegen Landau/Peierls) als auch die erforderliche Messzeit für die Genauigkeit der Messung unterschritten wird (gegen Heisenberg).

### Energieunschärfe und Lebensdauer
Eine der verbreitetsten Beziehungen, welche als „Energie-Zeit-Unschärfe“ mit charakteristischem Zeitintervall bezeichnet werden, besteht zwischen der mittleren Lebensdauer {\displaystyle \tau } von instabilen Systemzuständen und der Halbwertsbreite {\displaystyle \Gamma } ihrer Energie. Es gilt exakt:
{\displaystyle \Gamma \;\tau =\hbar }
Darin ist {\displaystyle \hbar } die (reduzierte) Plancksche Konstante. Diese Gleichung ist in der Atom-, Kern- und Elementarteilchenphysik gebräuchlich zur Bestimmung der Lebensdauer oder spektralen Linienbreite eines Zustands, wenn eine der beiden bekannt ist. Sie kann als Variante einer „Unschärferelation“ für exponentielle Zerfallsprozesse interpretiert werden, wobei die Lebensdauer gerade die Standardabweichung der Verteilung der Zerfallszeitpunkte ist. Eine entsprechend allgemeine Ableitung dieser Beziehung kann für uneigentliche Eigenzustände des Energieoperators bei exponentiellem Zerfall formuliert werden. Bereits 1959 zeigten Blatt und Weisskopf die Gültigkeit der Gleichung im Rahmen der Resonanztheorie für die Streuung an einem Potentialtopf.

### Die Mandelstam-Tamm-Variante der Energie-Zeit-Unschärferelation
Die allgemeinste und ebenfalls verbreitete Form unter den Varianten von Ungleichungen mit einem charakteristischen Zeitintervall ist in der Literatur unter der Bezeichnung „Mandelstam-Tamm-Unschärferelation“ zu finden. Das Besondere dieser Variante kann man in der direkten Anknüpfung an die allgemeine Unschärferelation zwischen zwei Observablen sehen. Sie bildet zusammen mit dem Zeitentwicklungsgesetz die einzige Basis bei der Herleitung und diese beiden Elemente sind inhaltlich am ehesten geeignet, die gewünschte Parallelität zu den allgemeinen Unschärferelationen in der Quantenmechanik zu liefern.
Das Produkt der Streuungen für die Messungen der Energie und für die Messungen einer beliebigen Observablen {\displaystyle {\hat {A}}} am selben (reinen) Zustand {\displaystyle \Psi } hängt gemäß der allgemeinen Unschärferelation direkt vom Kommutator dieser beiden Observablen ab. (Herleitung im Artikel Heisenbergsche Unschärferelation)
(1)  {\displaystyle \Delta {\hat {H}}\;\Delta {\hat {A}}\geq {\frac {1}{2}}\left|\left\langle \left[{\hat {H}},{\hat {A}}\ \right]\right\rangle \right|}
Darin ist {\displaystyle \Delta {\hat {H}}} die Standardabweichung des Energieoperators und {\displaystyle \Delta {\hat {A}}} die Standardabweichung der Observablen {\displaystyle {\hat {A}}}  im selben Zustand {\displaystyle \Psi }.
Für eine Observable {\displaystyle {\hat {A}}} ohne explizite Zeitabhängigkeit ist der Kommutator {\displaystyle \left[{\hat {H}},{\hat {A}}\ \right]} außerdem direkt ein Maß für die Zeitabhängigkeit des Erwartungswerts von {\displaystyle {\hat {A}}}. Das beruht darauf, dass der Energieoperator in der Quantenmechanik zugleich der Generator für die Zeitentwicklung ist. Nach dem Ehrenfest-Theorem gilt dann (hierbei werden beide Operatoren {\displaystyle {\hat {A}}} und {\displaystyle {\hat {H}}} als nicht explizit zeitabhängig vorausgesetzt):
(2)  {\displaystyle \left|{\frac {\mathrm {d} }{\mathrm {d} t}}\left\langle {\hat {A}}\right\rangle \right|={\frac {1}{\hbar }}\left|\left\langle \left[{\hat {H}},{\hat {A}}\right]\right\rangle \right|}
Schreiben wir {\displaystyle \Delta E} statt {\displaystyle \Delta {\hat {H}}}, so gilt mit (1) und (2):
(3)    {\displaystyle \Delta E\;\Delta {\hat {A}}\geq {\frac {\hbar }{2}}\left|{\frac {\mathrm {d} }{\mathrm {d} t}}\left\langle {\hat {A}}\right\rangle \right|}  , {\displaystyle \forall \;t}.
Bisher haben wir nur die allgemeine Unschärferelation, die für {\displaystyle {\hat {H}}} und {\displaystyle {\hat {A}}} gilt, mit Hilfe der Zeitentwicklung für eine Observable {\displaystyle {\hat {A}}} präzisiert.
Der entscheidende Schritt im Rahmen dieser Herleitung ist nun die Einführung eines charakteristischen Zeitintervalls {\displaystyle \Delta t_{A}}. Die Definition dieses Zeitintervalls für die Mandelstam-Tamm-Variante lautet:
(4)   {\displaystyle \Delta t_{A}={\frac {\Delta {\hat {A}}}{\left|{\frac {\mathrm {d} }{\mathrm {d} t}}\left\langle {\hat {A}}\right\rangle \right|}}}  , mit {\displaystyle {\mathrm {d}  \over \mathrm {d} t}\langle {\hat {A}}\rangle \neq }0 für alle t und {\displaystyle \Psi }.
Damit lässt sich die Ungleichung (3) in folgender Weise vereinfachen:
(5)   {\displaystyle \Delta E\;\Delta t_{A}\geq {\frac {\hbar }{2}}}
{\displaystyle \Delta t_{A}} ist offenbar eine statistische Größe, welche die Dimension der Zeit hat und die der Observablen {\displaystyle {\hat {A}}} in dem Zustand {\displaystyle \Psi } (auf den sich die Standardabweichung bezieht) zur Zeit t zugeordnet werden kann.
Um diese Größe genauer zu interpretieren, betrachten wir einen Zeitpunkt {\displaystyle t_{0}}. Dort sei die Streuung durch {\displaystyle \Delta {\hat {A}}(t_{0})} gegeben und {\textstyle \left.{\mathrm {d}  \over \mathrm {d} t}\langle {\hat {A}}(t)\rangle \right|_{t_{0}}}  sei die Ableitung des Erwartungswertes von {\displaystyle {\hat {A}}} zur Zeit {\displaystyle t_{0}}. Die durch (4) definierte Größe {\displaystyle \Delta t_{A}} entspricht dann der Zeitdauer, nach der sich der Erwartungswert der Verteilung um den Betrag ihrer Standardabweichung {\displaystyle \sigma _{A}} verschoben hat, sofern man die Funktion {\displaystyle \langle {\hat {A}}(t)\rangle } bei t0 linear approximiert.
{\displaystyle \Delta t_{A}} heißt daher die „linear extrapolierte σ-Trennzeit“. Wenn sich die Wahrscheinlichkeitsverteilung einer Observablen {\displaystyle {\hat {A}}} zeitlich entwickelt, bietet die „σ-Trennzeit“ ein Kriterium für die gute Messbarkeit solcher Veränderungen. Denn eine „neue“ Verteilung im Sinne der Messpraxis liegt dann vor, wenn sich der Erwartungswert um die Standardabweichung {\displaystyle \sigma _{A}} verschoben hat.
Damit ergibt sich für die Interpretation der Ungleichung (5) folgendes: Liegt ein mit der Energiestreuung {\displaystyle \Delta E} präparierter Zustand {\displaystyle \Psi } vor, so kann es keine (stationäre und mit {\displaystyle {\hat {H}}} nicht kommutierende) Observable {\displaystyle {\hat {A}}} geben, deren linear extrapolierte σ-Trennzeit zu irgendeinem Zeitpunkt {\displaystyle t} kleiner ist als durch (5) dargestellt wird. In dieser Richtung formuliert liefert die Ungleichung (5) also eine untere Grenze für die extrapolierte σ-Trennzeit beliebiger stationärer Observablen {\displaystyle {\hat {A}}}. Der Index „A“ an der σ-Trennzeit darf für diese Interpretation von (5) dann weggelassen werden:
(6)  {\displaystyle \Delta E\;\Delta t\geq {\frac {\hbar }{2}}}.
Folgende Punkte sollten dabei beachtet werden:
- die linear-extrapolierte σ-Trennzeit {\displaystyle \Delta t_{A}} ist nicht unbedingt gleich der tatsächlichen Trennzeit {\displaystyle \Delta \tau _{A}}. Für Observablen {\displaystyle {\hat {A}}} und Zustände, bei denen die tatsächliche Trennzeit mindestens gleich der linear extrapolierten Trennzeit ist, gilt zwar eine entsprechende Ungleichung {\displaystyle \Delta E\;\Delta \tau _{A}\geq {\frac {\hbar }{2}}}, aber eben nicht mehr für alle Observablen {\displaystyle {\hat {A}}}, so dass der Index A bei Betrachtung der tatsächlichen Trennzeiten nicht entfallen darf.
- Die Umkehrung der obigen Aussage, dass also die linear extrapolierte σ-Trennzeit irgendeiner Observablen {\displaystyle {\hat {A}}} die Streuung des Energieoperators {\displaystyle {\hat {H}}} beschränkt, ist hingegen nur von geringem Wert, da zum einen unbekannt ist, wie groß die durch {\displaystyle {\hat {A}}} gelieferte Schranke im Vergleich zu Schranken ausfällt, die von anderen Observablen geliefert werden. Und zum anderen, weil auch geprüft werden müsste, ob die gemessene (also tatsächliche) Trennzeit größer oder kleiner als die linear extrapolierte Trennzeit ist.
- Die Mandelstam-Tamm-Unschärferelation ist unter bestimmten Umständen nur eine schwache Abschätzung und kann optimiert werden.[14]
- Die Ungleichung (6) gilt insbesondere nur dann, wenn die Betrachtung von der Vorgabe eines mit der Energiestreuung {\displaystyle \Delta E} präparierten Zustands {\displaystyle \Psi } ausgeht und dieser Zustand „rein“ ist (siehe Reiner und gemischter Zustand). Für Zustandsgemische liegt eine neuere Untersuchung vor, welche versucht, die entsprechenden Abschätzungen in Anlehnung an Mandelstam-Tamm herzuleiten.[15]

Während in der Originalveröffentlichung von Mandelstam-Tamm noch darauf hingewiesen wird, dass die Gültigkeit ihrer Ungleichung {\displaystyle \Delta {\hat {H}}\neq 0} (für alle Zustände) voraussetzt, wird dies in späteren Darstellungen oft vergessen. Eigenzustände von {\displaystyle {\hat {H}}} können aber nicht Gegenstand dieser Ungleichung werden, wie man leicht an (3) ablesen kann. Auch Eigenzustände von {\displaystyle {\hat {A}}} gehören zu den nicht abgedeckten Fällen, da hier die Ableitung des Erwartungswertes verschwindet, aber in der Definitionsgleichung (4) der σ-Trennzeit durch diesen Term geteilt wird.
Bereits Mandelstam-Tamm ergänzen ihre Ungleichung um eine Abschätzung, bei dem der betrachtete Zustand durch ein Wellenpaket von (kontinuierlichen) Eigenzuständen von {\displaystyle {\hat {H}}} dargestellt wird und definieren ein charakteristisches Zeitintervall τ1/2 hier als die Halbwertszeit dieses instabilen Zustands. Für diesen Fall leiten die Autoren {\displaystyle \tau _{1/2}\Delta _{\psi }{\hat {H}}\geq {\frac {\pi }{4}}h} ab.

## Zeitoperatoren auf Grundlage eines verallgemeinerten Observablenbegriffs
Der traditionelle Observablenbegriff, welcher die Konstruktion von Zeit-Operatoren ausschließt, beruht auf der engen Definition eines zugrundegelegten projektionswertigen  Wahrscheinlichkeitsmaßes, wie es im Spektralsatz für selbstadjungierte Operatoren {\displaystyle {\hat {A}}} für die Integral-Darstellung vorausgesetzt wird. Projektoren haben definitionsgemäß nur die Eigenwerte 0 und 1, stellen also im Sinne der v. Neumannschen Postulate „Ja/Nein-Entscheidungsmessungen“ dar, mit denen sich die Observable mit Blick die Messpraxis mit beliebiger Genauigkeit approximieren lässt. Es kann aber gezeigt werden, dass nicht jede digitale Messung sich als Projektor darstellen lässt. Daher legt die physikalische Deutung des Spektralsatzes eine Verallgemeinerung des Observablenbegriffs nahe, bei der das projektionswertige Maß durch ein Maß ersetzt wird, welches für jede digitale Messung angegeben werden kann. Dies sind die  Positive Operator Valued-Maße (POVM).
In Folge der Ersetzung der projektionswertigen Maße durch ein POV-Maß kann (in Form der konstruktiven Wendung des Spektralsatzes als Definition) der Observablenbegriff allgemeiner eingeführt werden.
Auf dieser Grundlage ist die Konstruktion von Zeit-Operatoren möglich. Ein Zeit-Operator ist verknüpft mit Situationen, wo die Zeit in der physikalischen Fragestellung nicht als Parameter fungiert (d. h. wo die Zeitpunkte insbesondere nicht als Vorgabe dienen, etwa als Aufforderung zum Ablesen von Messwerten oder als Zeitpunkte der Einwirkung auf einen Versuchsablauf), sondern als eine zu beobachtende Größe. Als Beispiel sei die „Ankunftszeitsmessung“ auf einem Szintillationsschirm („Schirm-Observable“) genannt; auch die typische Messung einer Lebensdauer durch Registrierung des Abnehmens einer Zählrate gehört dazu.
Grundsätzlich wird die Konstruktion eines Zeit-Operators erforderlich, wenn nach der Wahrscheinlichkeit gefragt wird, mit der ein Ereignis in ein vorgegebenes Zeit-Intervall {\displaystyle \left[t_{1},t_{2}\right]} fällt (also eine zeitliche Wahrscheinlichkeitsdichte benötigt wird). Weil in der klassischen Mechanik die gesamte Zeitentwicklung einer Trajektorie im Phasenraum determiniert ist, reicht es dort auch für solche Fragestellungen  aus, die Zeit als Parameter {\displaystyle t} zu behandeln, denn die Information über den Ankunftszeitpunkt (oder allgemein die Länge des Zeitintervalls zwischen zwei bestimmten Ereignissen) ist bereits in der Trajektorie enthalten. Die Situation ist im quantenmechanischen Zustandsraum anders. Hier existiert zu jedem {\displaystyle t} im Zeitintervall {\displaystyle \left[t_{1},t_{2}\right]} ein Zustand {\displaystyle \Psi _{t}}, der möglicherweise einen Beitrag zur Wahrscheinlichkeit liefert, in diesem Intervall das gefragte Ereignis zu registrieren. Um die gesamte Wahrscheinlichkeit zu ermitteln, müssen alle Beiträge „aufgesammelt“ werden. Genau dies leistet der dafür zu konstruierende Zeit-Operator.
Am Beispiel der „Schirm-Observablen“ (Ankunftszeitmessung) resultiert die Energie-Zeit-Unschärfe in streng analoger Form zu allgemeinen Unschärferelationen.
{\displaystyle \Delta E_{\psi }\;\Delta {\hat {T}}_{\psi }\geq \hbar /2},
Man kann sie wie folgt interpretieren: Je schärfer bei der Präparation des Teilchenzustands {\displaystyle \Psi } die Energiewerte E festgelegt werden, desto stärker werden die (durch den Nachweis am Schirm definierten) Ankunftszeiten streuen. Und umgekehrt: Je genauer die Zustandspräparation die Ankunftszeiten am Schirm festlegt, desto größer wird die Energiestreuung, die mit der gleichen Zustandspräparation verbunden ist.